# Aspila lupata
Aspila lupata là một loài bướm đêm trong họ Noctuidae.